# Koltschak-Insel
Die Koltschak-Insel (russisch остров Колчака, auch остров Колчак) liegt vor der Küste der Taimyrhalbinsel in der Karasee. Politisch gehört sie zum Taimyrski Dolgano-Nenezki rajon der russischen Region Krasnojarsk.

## Geographie
Die langgestreckte Koltschak-Insel liegt im Süden des Taimyrgolfs und bildet quasi die Verlängerung der Sturmanow-Halbinsel, von der sie durch den 1,6 km breiten Rastorgujew-Kanal (Пролив Расторгуева) getrennt ist. Die Insel ist von Südwesten nach Nordosten, zwischen den Kaps Mys Gussiny und Mys Slutschewskogo, 21 km lang. Ihre Breite beträgt bis zu 7 km. Zwischen der Koltschak-Insel und der parallel zu ihr verlaufenden Slanzewy-Halbinsel des Festlands ist der Rastorgujew-Kanal sogar nur 450 m breit. Die Insel hat eine Fläche von 86 km² und erreicht eine Höhe von 100 bis 110 m. Die nächsten größeren Inseln sind die Taimyr-Insel und die Pilot-Machotkin-Insel 14 km nordwestlich. Näher ist ihr die 10,5 km westlich gelegene Siwersija-Insel.
Die Koltschak-Insel liegt innerhalb des Großen Arktischen Sapowedniks, des flächenmäßig größten Naturschutzgebiets Russlands.

## Geschichte

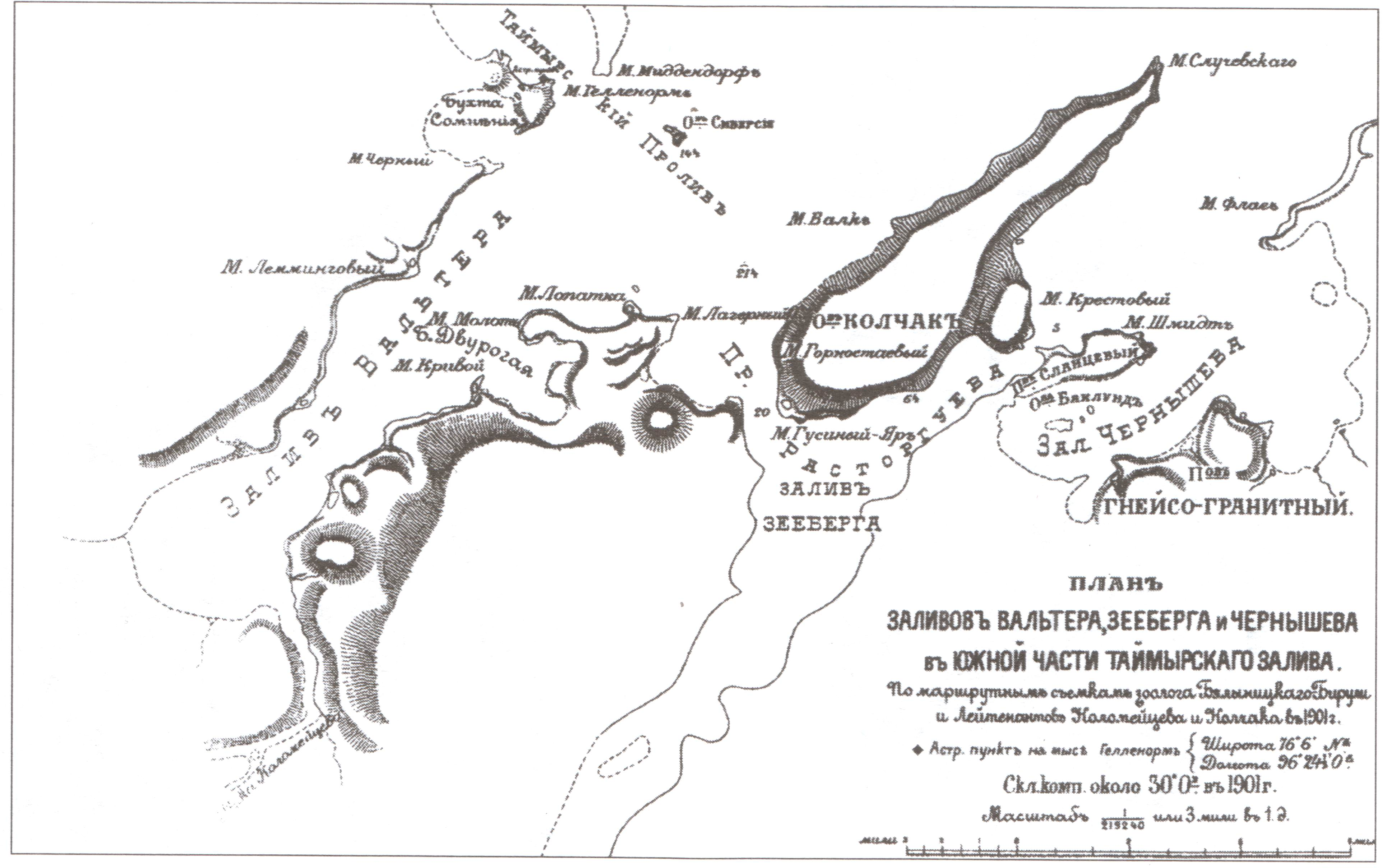
Die Koltschak-Insel auf einer Karte der Russischen Polarexpedition von 1900 bis 1902

Die Insel wurde erstmals am 26. Oktober 1900 von den Teilnehmern an der Russischen Polarexpedition Eduard von Toll, Alexander Koltschak, Stepan Rastorgujew und Trifon Nossow erreicht und von Toll für die auf Fridtjof Nansens Karte verzeichnete König-Oskar-Halbinsel gehalten. Er benannte das Nordkap nach Leutnant Koltschak, dem Hydrographen seiner Expedition. Nachdem der Irrtum aufgeklärt war, wurde die gesamte Insel nach Koltschak benannt.
1937 bekam sie den Namen Rastorgujew-Insel. Koltschak, der im Russischen Bürgerkrieg gegen die Bolschewiki gekämpft und sich zum „Obersten Regenten Russlands“ erklärt hatte, war als Namensgeber nicht mehr genehm. Für einige Jahrzehnte gab es zwei Rastorgujew-Inseln, eine im Taimyrgolf und eine in den Minin-Schären. Die Rückbenennung wurde mit einem Beschluss der Regierung der Russischen Föderation vom 15. Juli 2005 vollzogen. Seit dem 1. September 2009 steht auf der Insel ein Denkmal für Koltschak. Es wurde vom Moskauer Bildhauer Andrei Klykow geschaffen und von den Teilnehmern einer russischen Arktisexpedition (Морская Комплексная Арктическая Экспедиция) errichtet.